# Julio Caro Baroja
Julio Caro Baroja (Madrid, 13 de noviembre de 1914-Vera de Bidasoa, 18 de agosto de 1995) fue un antropólogo, historiador, lingüista, folclorista y ensayista español. Conocido por su interés en la cultura, sociedad, e historia vasca, él mismo formaba parte de una saga vasca a la que también pertenecen el renombrado escritor Pío Baroja y el pintor y grabador Ricardo Baroja.

## Biografía
Es el tercer hijo del editor Rafael Caro Raggio y de la escritora y etnóloga Carmen Baroja y Nessi, sobrino del escritor Pío Baroja y del pintor y escritor Ricardo Baroja, y hermano del documentalista, etnógrafo y escritor Pío Caro Baroja. Tuvo dos sobrinos, Carmen y Pío Caro-Baroja Jaureguialzo.
Fue discípulo de Telesforo Aranzadi, José Miguel de Barandiarán, Hermann Trimborn y Hugo Obermaier, quienes lo encaminaron hacia los estudios de Historia y etnografía.
Se doctoró en Historia Antigua por la Universidad de Madrid, donde ejerció brevemente como profesor. Posteriormente dirigió el Museo del Pueblo Español de Madrid, pero trabajó básicamente en solitario. Por distintas razones, tanto personales como circunstanciales, se mantuvo al margen de la universidad, excepto durante dos cortos períodos de docencia, uno en Coímbra y otro, mucho más tarde, en el País Vasco. 
Realizó numerosos viajes por España y el extranjero, con estancias prolongadas en Estados Unidos e Inglaterra (entre 1951 y 1953). Su tesis doctoral (1941) fue la base de una trilogía muy posterior acerca de los ciclos de las fiestas de invierno (El carnaval, 1965), de primavera (La estación de amor, 1979) y de verano (El estío festivo, 1984).
En sus primeros libros se expone una síntesis de la etnología en España y en particular de la del País Vasco: Los pueblos del norte de la península Ibérica (1943), Los pueblos de España (1946), Los vascos (1949). Sus estudios relacionados con aspectos tecnológicos vienen de la época en que dirigió el Museo del Pueblo Español. Entre ellos cabe destacar los dedicados a los arados españoles (1949) y a los molinos de viento (1952), publicados en la Revista de Dialectología y Tradiciones Populares, de la que fue director durante quince años.
Un viaje al Sahara en 1952 orientó su interés hacia las minorías étnicas, que reflejaría en Estudios saharianos (1955). En 1957 publica su estudio histórico sobre Los moriscos del reino de Granada. La colección Julio Caro Baroja sobre objetos de principios de siglo XX del Sahara español se encuentra depositada en el Museo Nacional de Antropología. Fruto de su intensa labor de investigación en los archivos de la Inquisición serían Las brujas y su mundo (1961), Vidas mágicas e Inquisición (2 vols., 1967), El señor inquisidor y otras vidas por oficio (1968) y Los judíos en la España moderna y contemporánea (3 vols., 1961-1962). También publicó diversos trabajos sobre grupos o minorías como los gitanos, o sectores sociales marginados como los mendigos o los bandidos históricos del área mediterránea.
También fueron novedosos los titulados Ensayo sobre la literatura de cordel (1969), Las formas complejas de la vida religiosa (Religión, sociedad y carácter en la España de los siglos XVI y XVII) (1978), La aurora del pensamiento antropológico. La Antropología en los clásicos griegos y latinos (1983) y La cara, espejo del alma. Historia de la fisiognómica (1987).

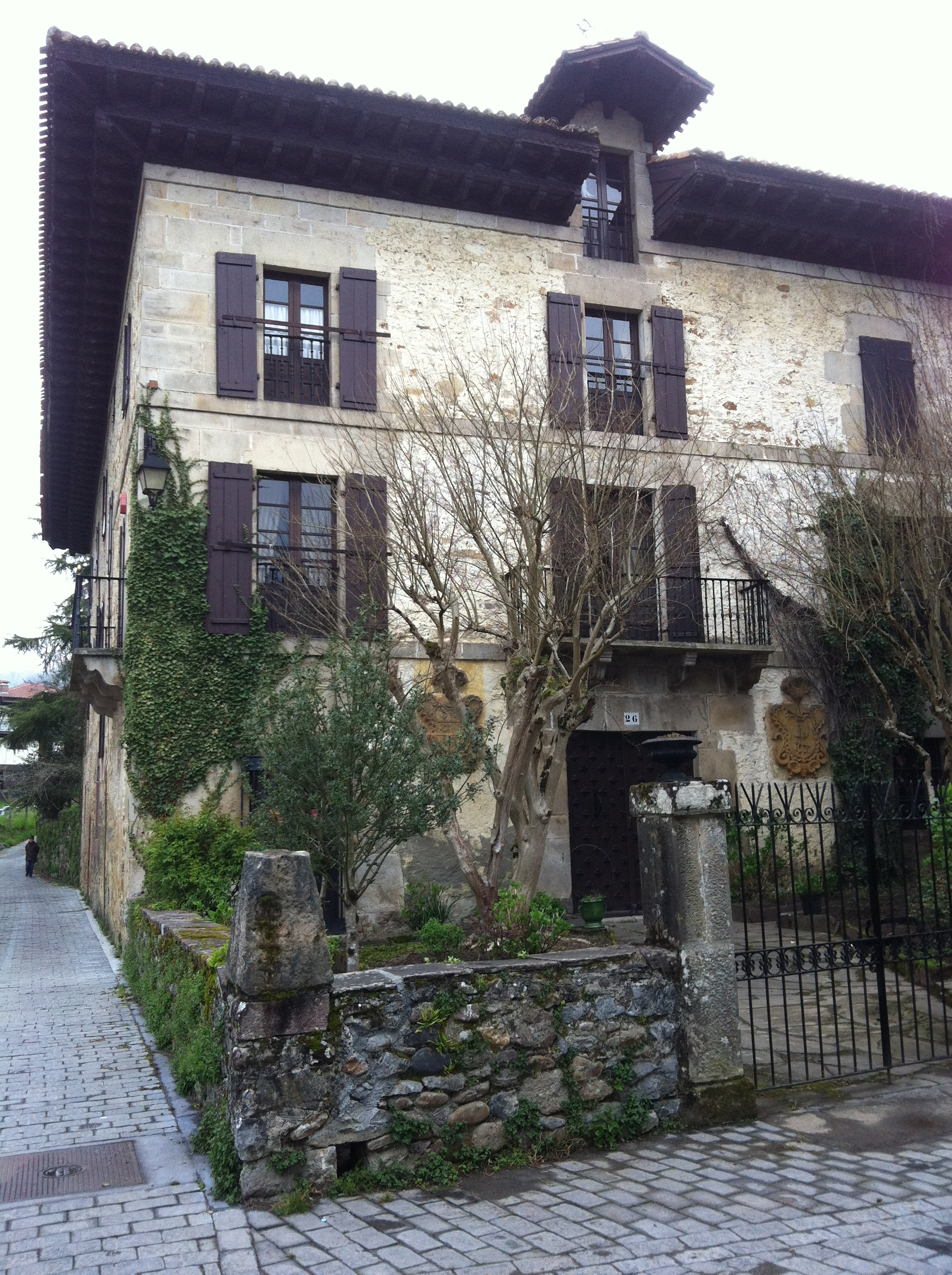
Itzea, casa de los Baroja en Vera de Bidasoa

En los 18 volúmenes que componen los Estudios vascos se recogen artículos publicados entre las primeras monografías (La vida rural en Vera de Bidasoa, 1944; Los vascos. Etnología, 1949) y obras de madurez como La hora navarra del XVIII (1969), Etnografía histórica de Navarra (3 vols., 1971-1972) y La casa en Navarra (4 vols., 1982). Sobre el viejo reino, y sobre Guipúzcoa, elaboró, con su hermano Pío, un par de extensas películas etnográficas. En ese ámbito se inscribe asimismo Los vascones y sus vecinos, sobre la relación entre los vascones y sus vecinos de Aquitania.
Sobre su familia construyó la memoria biográfica titulada Los Baroja. Fallecido a los 80 años de edad, fue enterrado en Vera de Bidasoa (Navarra), donde los Baroja poseen una casa familiar llamada «Itzea», palacete que adquirió su tío Pío.
Fue director de la tesis doctoral de Joseba Agirreazkuenaga presentada en 1985.
El conjunto de su obra alcanza unas setecientas entradas entre libros, artículos, prólogos y ensayos.

## Algunos reconocimientos
Académico de número de la Real Academia Española, de la Real Academia de la Historia y de la Real Academia de la Lengua Vasca. Recibió el Premio Príncipe de Asturias de Ciencias Sociales (1983), la Medalla de Oro al Mérito en las Bellas Artes (1984), el Premio Nacional de las Letras Españolas, el Premio Internacional Menéndez Pelayo (1989) y el Premio Príncipe de Viana de la Cultura (1989).
Una plaza en San Sebastián lleva su nombre, así como varios centros educacionales, en Guecho (Vizcaya) en 1981, en Fuenlabrada (Madrid), en Pamplona y otro en Churriana (Málaga), localidad donde pasó parte de su vida. El Museo Etnológico de Navarra en Estella lleva su nombre desde 1995.

## Obras y publicaciones
- Algunos mitos españoles : ensayos de mitología popular. - Madrid : Editora Nacional, 1941 ([Diana]). - 186 p. ; 26 cm 4/3854
- Una amistad andaluza: correspondencia entre Julio Caro Baroja y Gerald Brenan / traducción, introducción y notas de Carmen Caro. - Madrid : Caro Raggio, [2005]. - 237 p. : il. ; 22 cm 9/272434
- Análisis de la cultura: etnología, historia, folklore. - 1.ª ed. Nausícaä. - [Molina de Segura] : Nausícaä, 2011. - 253 p.  12/851057
- Apuntes murcianos : (de un diario de viajes por España, 1950). - 3.ª ed. - Murcia : Secretariado de Publicaciones, Universidad, [1986]. - 122 p. : il. ; 21x22 VC/16877/1
- Arquitectura popular en España: actas de las Jornadas, 1-5 de diciembre de 1987 / [Jornadas sobre Arquitectura Popular en España] ; director, Julio Caro Baroja ; coordinación y edición, Antonio Cea Gutiérrez, Matilde Fernández Montes, Luis Angel Sánchez Gómez. - Madrid : Consejo Superior de Investigaciones Científicas, 1990. - XVIII, 703 p., [35] h. de lám. : il. ; 24 cm  9/36499
- La aurora del pensamiento antropológico : la antropología en los clásicos griegos y latinos. - Madrid : Consejo Superior de Investigaciones Científicas, 1983. - 236 p. ; 24 cm4/214292
- Baile, familia, trabajo. - San Sebastián : Txertoa, D.L. 1976. - 190 p., 1 h. : il. ; 20 cm 4/135826
- Los Baroja : (memorias familiares). - 1.ª ed.. - Barcelona : RBA, 2011. - 541 p. ; 24 cm 12/761258
- Las brujas y su mundo / presentación de Francisco J. Flores Arroyuelo. - 1.ª ed. en "Área de conocimiento: ciencias sociales". - Madrid : Alianza Editorial, [2003]. - 392 p. ; 18 cm.  AHMO/43863
- Brujería vasca. - San Sebastián : Txertoa, [1975]. - 314 p. : lám., grab. ; 20 cm.  4/121849
- La cara, espejo del alma : historia de la fisiognómica / Julio Caro Baroja. - Barcelona : Galaxia Gutenberg : Círculo de Lectores, 1995. - 251 p. : il. ; 25 cm 9/169702
- El carnaval : (análisis histórico-cultural) / Julio Caro Baroja. - Madrid : Alianza Editorial, [2006]. - 534 p. : il. ; 18 cm.  9/272532
- La casa en Navarra / Julio Caro Baroja ; fotografías de José Esteban Uranga. - Pamplona : Caja de Ahorros de Navarra, 1982. - 4 v. (353, 552, 590, 271 p.) : il. neg. y col. ; 24 cm.  4/210626 V. 1
- Catálogo de la colección de almireces. - Madrid : [s.n., s.a.]. - 24 p., XII lám. ; 22 cm. BA/12696/21
- Catálogo de la colección de sonajeros. - [Madrid : s.n., s.a.]. - 23 p., 1 h., lám. ; 22 cm.  BA/12696/16
- Ciclos y temas de la historia de España: los moriscos del reino de Granada: ensayo de historia social. - 2ª ed.. - Madrid : Istmo, D.L. 1976. - 285 p. ; 18 cm 4/130832
- La ciudad y el campo. - Madrid, etc. : Alfaguara, [1966]. - 225 p., 1 h. ; 21 cm. -  4/67554
- Comentarios sin fé. - Madrid : Nuestra Cultura, imp. 1979. - 224 p., 2 h. ; 18 cm.  7/112677
- Conversaciones en Itzea / Julio Caro Baroja, Francisco J. Flores Arroyuelo. - Madrid : Alianza Editorial, D.L. 1991. - 271 p. ; 20 cm 9/6180
- Cuadernos de campo / introducción de A. Fernández Alba. - Madrid : Turner [etc.], D.L. 1979. - XX, 243 p. : principalmente il. ; 21x23 cm BA/20259
- De etnología andaluza / edición y prólogo de Antonio Carreira. - Málaga : Servicio de Publicaciones, Diputación Provincial, D.L. 1994. - 588 p. : il., map. ; 24 cm  9/120561
- De la superstición al ateísmo : meditaciones antropológicas. - [1.ª ed.]. - Madrid : Taurus, 1974 (1986 imp.). - 290 p., [1] h. de lám. : il. ; 21 cm  3/145686
- De la vida rural vasca : (Vera de Bidasoa). - 3.ª ed. - San Sebastián : Txertoa, D.L. 1986. - 367 p. : il. ; 20 cm AHM/40175
- De los arquetipos y leyendas. - Madrid : Istmo, D.L. 1991. - 221 p. ; 18 cm  9/10594
- Del país : familia y maestros. - San Sebastián : Txertoa, D.L. 1986. - 294 p. : il. ; 20 cm  3/144823
- Del viejo folklore castellano : páginas sueltas. - 2ª ed. - Valladolid : Ámbito, D.L. 1988. - 295 p. ; 18 cm  3/190393
- Disquisiciones antropológicas / Julio Caro Baroja, Emilio Temprano. - 3.ª ed. - Madrid : Istmo, 1985. - 492 p. ; 18 cm 3/84313
- Ensayo sobre la literatura de cordel. - Madrid : Revista de Occidente, [1969]. - 442 p. : lam. ; 23 cm 1/126135
- Ensayos sobre la cultura popular española. - Madrid : Dosbe, D.L. 1979. - 198 p. ; 22 cm.  4/176827
- Escritos combativos / [Antonio J. Huerga Murcia, editor]. - Madrid : Ediciones Libertarias, [1985]. - 142 p. ; 20 cm 3/121860
- La escritura en la España prerromana: (epigrafía y numismática). - [Madrid : Espasa-Calpe, 1954]. - [136] p. : il., mapas ; 29 cm AFRGFC/434/2
- España antigua : conocimientos y fantasías. - Madrid : Istmo, [1986]. - 286 p. ; 18 cm 3/126030
- La estación de amor : (fiestas populares de mayo a San Juan). - Barcelona : Círculo de Lectores, 1992. - 364 p. : il. ; 25 cm 9/10240
- El estío festivo: (fiestas populares del verano. - Barcelona : Círculo de Lectores, 1992. - 345 p. : il. ; 25 cm 9/10241
- Estudios magrebíes. - Madrid : Instituto de Estudios Africanos, 1957 (Fénix). - 151 p. : il., map. ; 24 cm AFRGF/3596
- Estudios saharianos. - Madrid : Calamar Edición y Diseño, [2008]. - 509 p., [3 p.] de mapas pleg. : il. ; 24 cm 12/601660
- Estudios sobre la vida tradicional española. - [2ª ed.]. - Barcelona : Península, 1988. - 357 p. : gráf. ; 21 cm 3/171886
- Etnografía histórica de Navarra. - [Pamplona] : Aranzadi, 1971-1972. - 3 v. ; 28 cm  1/141772 V.1-3
- Euskal jaindo eta jainkosak, olentzero eta sorginak. - San Sebastián : Gaiak, D.L. 1989. - 223 p. : il. ; 22 cm 9/56106
- Las falsificaciones de la historia : (en relación con la de España). - [1.ª ed.]. - Barcelona : Seix Barral, 1991. - 213 p. : il. ; 21 cm  9/6540
- Las formas complejas de la vida religiosa : religión, sociedad y carácter en la España de los siglos XVI y XVII / [edición al cuidado de Antonio Carreira y Claudio López de Lamadrid]. - Ed. corr., [1.ª ed.] . - Barcelona : Galaxia Gutenberg : Círculo de Lectores, 1995. - 2 v. ; 25 cm 9/126664 V.1
- Fragmentos italianos. - Madrid : Istmo, D.L. 1992. - 188 p. ; 18 cm  9/17883
- Los fundamentos del pensamiento antropológico moderno. - Madrid : Consejo Superior de Investigaciones Científicas, 1985. - 179 p. ; 25 cm.  4/227121
- Género biográfico y conocimiento antropológico : discurso / leído el día 15 de junio de 1986, en su recepción pública, por el Excmo. Sr. Julio Caro Baroja, y contestación del Excmo. Sr. Manuel Alvar López ; [publicado por la] Real Academia Española. - Madrid : Caro Ragio, 1986. - 60 p. ; 22 cm VC/16914/7
- Historia de la cultura española / Julio Caro Baroja. España primitiva y romana. Ilustraciones seleccionadas y clasificadas por Pedro Batlle Huguet y Julio Caro Baroja. - Barcelona : Seix Barral, 1957. - 373 p. con lám. 1-397, 1 l ám., 2 h. ; 28 cm  BA/9281
- Historia de la fisiognómica : el rostro y el carácter. - Madrid : Istmo, D.L. 1988. - 286 p. ; 18 cm 9/112467
- Historia del anticlericalismo español / prólogo de Jon Juaristi. - Madrid : Caro Raggio, [2008]. - 235 p. ; 22 cm.  AHMO/339638
- Historia de los molinos de viento, ruedas hidráulicas y norias. - [Madrid] : Instituto para la Diversificación y Ahorro de la Energía , [1995]. - 333 p. : il. ; 25 cm 9/140365
- Los hombres y sus pensamientos. - Donostia = San Sebastián : Txertoa, D.L. 1989. - 151 p. ; 20 cm.  9/1463
- La hora navarra del XVIII : (Personas, familias negocios e ideas). - [Pamplona] : Diputación Foral de Navarra. Institución Principe de Viana, [1969]. - 493 p., 1 h., lam., h. pleg. ; 22 cm 4/23556
- Imagen de los Baroja . - Madrid : [Banco Ibérico], 1972. - 161 p., 1 h. : lám. ; 28 cm Contiene: Los hermanos Baroja por Daniel Vazquez Diaz. Recuerdo de Pio Baroja por Julio Caro Baroja. Perfil de Ricardo Baroja por Enrique La fuente Ferrari.
- La casa de Vera, por Jorge Campos. Álbum de fotografías barojianas 4/108476Una imagen del mundo perdida. - Santander : Universidad Internacional Menéndez Pelayo, 1979. - 106 p., 1 h. ; 20 cm VC/13074/1
- Inquisición, brujería y criptojudaísmo. - 1.ª ed.. - Barcelona : Galaxia Gutenberg : Círculo de Lectores, 1996. - 282 p. : il. ; 25 cm 10/29833
- Interpretaciones de la guerra de Numancia : discurso leído el día 24 de febrero de 1968. - Madrid : [s.n.], 1968. - 30 p. ; 24 cm VC/7649/8
- Introducción a la historia social y económica del pueblo vasco. - 2ª ed. aum.. - San Sebastián : Txertoa, D.L. 1980. - 127 p. ; 20 cm 4/184532
- Introducción a una historia contemporánea del anticlericalismo español. - Madrid : Istmo, D.L. 1980. - 243 p. ; 18 cm 4/168364
- Itinerario sentimental : (guía de Itzea) / Pío Caro Baroja ; con textos de Pío Baroja y Julio Caro Baroja. - 2ª ed.. - Iruña-Pamplona : Pamiela, 2002. - 222 p. : il. ; 22 cm AHMO/1135
- Jardín de flores raras. - 1.ª ed. - Barcelona : Círculo de Lectores, 1993. - 163 p. : il. ; 25 cm 7/163191
- Los judíos en la España moderna y contemporánea. - 4.ª ed. - Tres Cantos (Madrid) : Istmo, 2000-<[2005]>. - v. <1-2> ; 18 cm.  5/60448 V. 1
- El laberinto vasco. - Madrid : Sarpe, D.L. 1986. - 155 p. ; 21 cm.  3/126670
- Lo que sabemos del folklore. - Madrid : Gregorio del Toro, [1967]. - 86 p. : lám. ; 20 cm VC/6645/2
- Magia y brujería : (variación sobre el mismo tema). - San Sebastián : Txertoa, D.L. 1987. - 172 p. ; 20 cm  3/157626
- Materiales para una Historia de la lengua vasca en su relación con la latina. - San Sebastián : Txertoa, [1990]. - 236 p. ; 20 cm     9/190845
- Miscelánea histórica y etnográfica / recopilación y prólogo de Antonio Carreira y Carmen Ortiz. - Madrid : Consejo Superior de Investigaciones Científicas, Departamento de Antropología de España y América, 1998. - XVI, 546 p. ; 24 cm 10/61741
- Mitos vascos y mitos sobre los vascos. - San Sebastián : Txertoa, [1985]. - 129 p. ; 20 cm
- Los mundos soñados de Julio Caro Baroja / comentario final por José María de Areilza. - 2ª ed. (1.ª en Galaxia Gutenberg). - Barcelona : Círculo de Lectores : Galaxia Gutenberg, 1996. - 151 p.  BA/33614
- Navarra [Videograbación] : las cuatro estaciones : documental etnográfico / dirección, Pío Caro Baroja ; jefe de producción, Federico Molina ; texto, Julio Caro Baroja. - Navarra : Gobierno de Navarra, D.L. 1994. - 1 videocasete (VHS) (150 m in) : son., col. Presentador: Presentación, Julio Caro Baroja. - Vídeo documental. - El antropólogo, historiador, lingüista y ensayista Julio Caro Baroja introduce este documental, escrito por el mismo, fruto de varios años recorriendo esta tierr a que le vio nacer VD/23923
- Razas, pueblos y linajes. - Murcia : Universidad, 1990. - 372 p. ; 23 cm 9/57981
- Reflexiones nuevas sobre viejos temas. - Madrid : Istmo, D.L. 1990. - 214 p. ; 18 cm.  9/56386
- Ritos y mitos equívocos. - Madrid : Istmo, [1974]. - 391 p. : grab. ; 22 cm.  4/116853
- Semblanza de Pío Baroja: con un epistolario inédito de la familia Baroja durante la Guerra Civil española / introducción de Pío Caro Baroja ; edición de Jesús Alfonso Blázquez González. - 1.ª ed. en Edi ciones 98. - Alcobendas, Madrid : Ediciones 98, 2011. - 144 p. : il. ; 21 cm 9/288599
- Semblanzas ideales / [Con una del autor por Davydd Greenwood...]. - [Madrid] : Taurus, [1972]. - 284 p., 1 h. ; 21 cm 1/143849
- El señor inquisidor y otras vidas por oficio. - 1.ª ed. en "Área de conocimiento: humanidades". - Madrid : Alianza Editorial, 2006. - 277 p. ; 18 cm AHMO/222764
- Ser o no ser vasco / edición de Antonio Carreira. - Madrid : Espasa-Calpe, [1998]. - 338 p. : il. ; 22 cm 10/62367
- Sobre historia y etnografía vasca. - San Sebastián : Txertoa, [1982]. - 320 p. ; 20 cm 4/202504
- Sobre la lengua vasca y el vasco-iberismo. - [3.ª ed.]. - San Sebastián : Txertoa, D.L. 1988. - 217 p. ; 20 cm 3/181867
- Teatro popular y magia. - Madrid : Revista de Occidente, [1974]. - 280 p. ; 21 cm T/48559
- Tecnología popular española. - Ed. corr.. - Barcelona : Galaxia Gutenberg : Círculo de Lectores, 1996. - 596 p. : il. ; 25 cm 10/7396
- Temas castizos. - Madrid : Istmo, D.L. 1980. - 230 p. ; 21 cm 4/171093
- Terror y terrorismo. - [1.ª ed.]. - Esplugues de Llobregat, Barcelona : Actualidad y Libros, 1989. - 192 p. : il. ; 23 cm 3/193990
- Toledo. - [1.ª ed.]. - Barcelona : Destino, 1988. - 256 p. : il., 1 plan. ; 20 cm GM/6414
- Los vascos: Etnología. - San Sebastián : Biblioteca Vascongada de los Amigos del País, 1949. - 560 p. : grab. ; 23 cm  SG/1058
- Los vascos y el mar / dibujos en viñetas, Ricardo Baroja ; dibujos, José Carlos Iribarren. - 3.ª ed. - San Sebastián : Txertoa, [1985]. - 159 p., [16] h. de lám. : il. ; 20 cm 3/83394
- Vecindad, familia y técnica. - San Sebastián : Txertoa, [1974]. - 192 p. : lám. ; 20 cm  4/121277
- La vida de un etnólogo / por Julio Caro Baroja. - [Madrid?] : Universidad Nacional de Educación a Distancia, D.L. 1977. - 1 casete.  CS/77/4016
- La vida rural en Vera de Bidasoa. (Navarra. - Madrid : [s.n.], 1944 ([Tall. Graf. E.T.]). - 244 p., 2 h., 20 lám., 1 h. ; 25 cm 4/34372
- Vidas mágicas e Inquisición. - Madrid : Taurus, 1967. - 2 v. : lám. ; 24 cm DL M 10559-1967  1/121010 V.1
- Una visión de Marruecos a mediados del siglo XVI, la del primer historiador de los "Xarifes", Diego de Torres. - Madrid : Instituto de Estudios Africanos, 1956. - 43 p. ; 25 cm  AFR/2774
- Una visión etnológica del Sahara español: conferencia pronunciada en el salón del Consejo Superior de Investigaciones Científicas ... el día 18 de febrero de 1953. - En: Archivos del Instituto de Estudios Africanos, ISSN 0378-2956. N. 28 (1954), p. [67]-80 AFRGFC/224/10